# Anatoli Isayev
Pour les articles homonymes, voir Issaïev.
Anatoli Isayev (en russe : Анатолий Константинович Исаев, Anatoli Konstantinovitch Issaïev), né le 14 juin 1932 à Moscou et mort le 10 juillet 2016 dans la même ville, est un joueur puis entraîneur de football soviétique puis russe.

## Statistiques
| Saison                | Club                  | Championnat           | Championnat | Championnat | Coupe(s) nationale(s) | Coupe(s) nationale(s) | Total | Total |
| Saison                | Club                  | Division              | M.          | B.          | M.                    | B.                    | M.    | B.    |
| 1952                  | VVS Moscou            | D1                    | 4           | 1           | -                     | -                     | 4     | 1     |
| Sous-total            | Sous-total            | Sous-total            | 4           | 1           | -                     | -                     | 4     | 1     |
| 1953                  | Spartak Moscou        | D1                    | 3           | 0           | 1                     | 0                     | 4     | 0     |
| 1954                  | Spartak Moscou        | D1                    | 19          | 5           | 2                     | 1                     | 21    | 6     |
| 1955                  | Spartak Moscou        | D1                    | 21          | 5           | 3                     | 2                     | 24    | 7     |
| 1956                  | Spartak Moscou        | D1                    | 21          | 14          | -                     | -                     | 21    | 14    |
| 1957                  | Spartak Moscou        | D1                    | 18          | 4           | 4                     | 1                     | 22    | 5     |
| 1958                  | Spartak Moscou        | D1                    | 15          | 5           | 4                     | 2                     | 19    | 7     |
| 1959                  | Spartak Moscou        | D1                    | 14          | 8           | 1                     | 0                     | 15    | 8     |
| 1960                  | Spartak Moscou        | D1                    | 18          | 3           | -                     | -                     | 18    | 3     |
| 1961                  | Spartak Moscou        | D1                    | 24          | 10          | 3                     | 0                     | 27    | 10    |
| 1962                  | Spartak Moscou        | D1                    | 6           | 1           | -                     | -                     | 6     | 1     |
| Sous-total            | Sous-total            | Sous-total            | 159         | 55          | 18                    | 6                     | 177   | 61    |
| 1963                  | Chinnik Iaroslavl     | D2                    | 29          | 13          | 3                     | 2                     | 32    | 15    |
| 1964                  | Chinnik Iaroslavl     | D1                    | 24          | 2           | 1                     | 0                     | 25    | 2     |
| Sous-total            | Sous-total            | Sous-total            | 53          | 15          | 4                     | 2                     | 57    | 17    |
| Total sur la carrière | Total sur la carrière | Total sur la carrière | 216         | 71          | 22                    | 8                     | 238   | 79    |

## Palmarès
Union soviétique
- Champion olympique en 1956.

 Spartak Moscou
- Champion d'Union soviétique en 1953, 1956, 1958 et 1962.
- Vainqueur de la Coupe d'Union soviétique en 1958.